# В’ячково (Новгородська область)
В’ячково (рос. Вячково) — присілок в Старорусському районі Новгородської області Російської Федерації.
Населення становить 10 осіб. Входить до складу муніципального утворення Великосельське сільське поселення.

## Історія
Від 2004 року входить до складу муніципального утворення Великосельське сільське поселення.

## Населення
| 2010 | 2011 | 2012 | 2013 |
| ---- | ---- | ---- | ---- |
| 12   | ↘6   | ↗11  | ↘10  |